# Bezaubernde Arabella
Bezaubernde Arabella ist eine deutsche Gesellschaftskomödie von Axel von Ambesser aus dem Jahr 1959. Sie entstand nach Motiven des Romans Die Bezaubernde Arabella von Georgette Heyer aus dem Jahr 1949; dieser folgt wiederum dem Grundmotiv der Oper Arabella von Richard Strauss, in der sich ein hübsches Mädchen gezwungen sieht, ihre Gefühle zu verleugnen und reich zu heiraten.

## Handlung
Deutschland um 1900: Nach dem Tod ihres Vaters muss Arabella, die älteste Tochter der Familie, für den Lebensunterhalt der verschuldeten Familie sorgen. Sie geht nach London zu ihrer etwas verschrobenen Tante Lady Bridlington, die sich ihren Lebensunterhalt gerade so mit dem Porträtieren der Haustiere von Adeligen verdient. Ihr guter Freund Lord Fleetwood soll Arabella in die Gesellschaft einführen und ihr so die schnelle Heirat mit einem reichen Mann ermöglichen.
Der erste Weg führt beide zum charmanten, reichen und intelligenten Robert Beaumaris, der jedoch bereits vom schusseligen Lord Fleetwood in Arabellas Pläne eingeweiht wurde und daher für sie nicht mehr als Heiratskandidat in Frage kommt. Da Fleetwood seine Rolle als Kuppelvater sichtlich schwerfällt, bittet Arabella Robert, sie in Zukunft den potenziellen Ehemännern vorzustellen, und der willigt ein. Mit Fleetwood wettet er zudem um ein Pferd, dass er Arabella innerhalb von fünf Wochen verheiraten wird – er glaubt, dass sie tatsächlich nur auf das Geld aus sei, weiß jedoch nicht, dass sie alles nur für ihre Familie auf sich nimmt.
Die Heiratskandidaten erweisen sich als unbefriedigend. Obwohl Arabella vor jedem Treffen alles über Biere (für einen reichen Bierbrauer), Gemälde (für einen Gemäldesammler) und die Großwildjagd (für einen Großwildjäger) lernt, scheitert eine Verkuppelung aus verschiedenen Gründen. Als Robert erfährt, aus welchen Gründen Arabella so handelt, sieht er sie plötzlich in einem anderen Licht und verliebt sich in sie.
Es kommt die erlösende Nachricht aus Deutschland: Arabellas jüngere Schwester wird einen reichen Mann heiraten, der die Hypothek auf das Familienhaus übernimmt und die Familie so aus allen finanziellen Schwierigkeiten rettet. Arabella braucht nun keinen reichen Ehemann mehr und entscheidet sich, sich für all die falsch ausgesuchten potenziellen Ehemänner und seinen stets leisen Spott an Robert zu rächen: Sie flirtet mit dem Sportler Gordon Blair, der zwar auch reich ist, jedoch zudem mit Aussehen, Jugend und Intellekt punkten kann. Obwohl es nun auf nichts mehr ankommt, verbringen beide viel Zeit miteinander – während Arabella nur testen will, ob Robert eifersüchtig wird, verliebt sich Gordon tatsächlich in Arabella und macht ihr am Rande einer Jagd einen Heiratsantrag. Erst jetzt legt Robert seine scheinbare Zurückhaltung ab und offenbart Arabella seine Liebe, sie werden schließlich ein Paar.

## Produktion
Bezaubernde Arabella wurde unter anderem von September bis Oktober 1959 in Coburg gedreht. Die Premiere erfolgte am 22. Dezember 1959 im Kölner Capitol.

## Kritik
Das Lexikon des internationalen Films bezeichnete Bezaubernde Arabella als „Versuch einer Gesellschaftskomödie mit bescheidenen Pointen in Wort und Bild, wobei mit Papagei, Dogge, Badezuber und einem vorsintflutlichen Automobil auch der ‚Requisitenhumor‘ ausgiebig zum Zuge kommt“.